# Jüdischer Friedhof (Turda)
Koordinaten: 46° 35′ 0,5″ N, 23° 46′ 5,1″ O

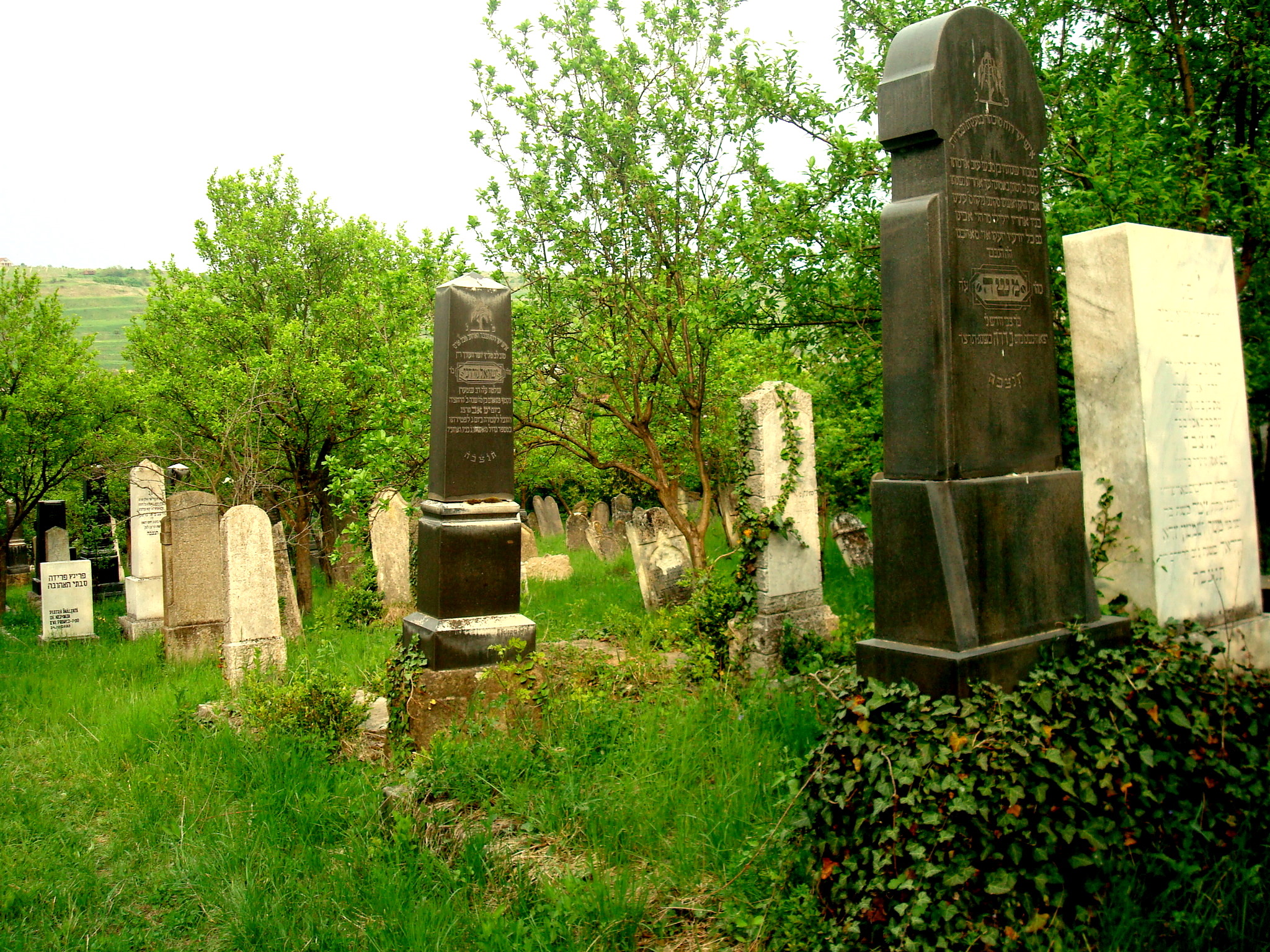
Jüdischer Friedhof Turda (2009)

Der Jüdische Friedhof Turda liegt in Turda (deutsch Thorenburg), einer Stadt in Siebenbürgen im Kreis Cluj in Zentralrumänien. Auf dem jüdischen Friedhof sind zahlreiche gut erhaltene Grabsteine vorhanden.